# Zalina Petrivskaya
Zalina Petrivskaya (née Marghieva le 5 février 1988 à Vladikavkaz, en Ossétie du Nord, en ex-URSS) est une athlète moldave spécialiste du lancer du marteau. Elle est la sœur cadette de Marina Marghieva et la sœur aînée de Serghei Marghiev.

## Carrière

### Débuts
Septième des Championnats du monde cadets de 2005, et quatrième des Championnats du monde juniors de 2006, elle prend la cinquième place des Championnats d'Europe juniors de 2007. Éliminée au stade des qualifications lors des Jeux olympiques de 2008, elle remporte dès l'année suivante la médaille d'or des Championnats d'Europe espoirs de Kaunas avec un lancer à 67,67 m. Lors de cette même saison, elle établit un nouveau record de Moldavie en atteignant à Chișinău la marque de 71,56 m.

### Dopage
Elle se classe cinquième des Championnats d'Europe 2010 de Barcelone avec 70,83 m. En février 2011, à Chișinău, Zalina Marghieva porte le record de Moldavie à 72,74 m. Elle améliore de nouveau ce record en août 2011 à Shenzhen en devenant championne du monde universitaire avec un lancer à 72,93 m.
Elle améliore ce jet avec 73,60 m réalisés à Bar en mars 2012 pour la Coupe d'Europe hivernale des lancers qu'elle remporte, devant la Russe Tatyana Lysenko et la Française Stéphanie Falzon.
De même que sa sœur Marina, elle est suspendue pour dopage pendant deux ans après avoir été positive à la dehydrochloromethyltestosterone et au stanozolol en 2009. Elle ne peut d'effectuer de compétition entre le 24 juillet 2013 et le 23 juillet 2015. De plus, ses résultats obtenus depuis le 20 août 2009 sont annulés.

### Retour à la compétition
Pour son retour à la compétition, elle remporte les championnats des Balkans de 2015 avec un lancer à 73,97 m qui constitue le record de Moldavie.
Le 8 juillet 2016, elle se classe 5e des Championnats d'Europe d'Amsterdam avec 71,73 m.
Elle se classe 4e des championnats du monde 2019 avec 74,33 m.

## Palmarès
| Date | Compétition                          | Lieu                                | Résultat | Épreuve |
| ---- | ------------------------------------ | ----------------------------------- | -------- | ------- |
| 2006 | Championnats du monde juniors        | Pékin                               | 4e       | 63,24 m |
| 2007 | Championnats d'Europe juniors        | Hengelo                             | 5e       | 61,27 m |
| 2009 | Championnats d'Europe espoirs        | Kaunas                              | 1re      | 67,67 m |
| 2009 | Universiade                          | Belgrade                            | 8e       | 67,05 m |
| 2010 | Championnats d'Europe                | Barcelone                           | —        | DQ      |
| 2011 | Universiade                          | Shenzhen                            | —        | DQ      |
| 2011 | Championnats du monde                | Daegu                               | —        | DQ      |
| 2012 | Coupe d'Europe hivernale des lancers | Bar                                 | —        | DQ      |
| 2012 | Jeux olympiques                      | Londres                             | —        | DQ      |
| 2013 | Championnats d'Europe par équipes    | Banská Bystrica                     | —        | DQ      |
| 2013 | Universiade                          | Kazan                               | —        | DQ      |
| 2015 | Championnats des Balkans             | Pitești                             | 1re      | 73,97 m |
| 2015 | Championnats du monde                | Pékin                               | 8e       | 72,38 m |
| 2016 | Coupe d'Europe hivernale des lancers | Arad                                | 1re      | 72,58 m |
| 2016 | Championnats des Balkans             | Pitești                             | 1re      | 73,89 m |
| 2016 | Championnats d'Europe                | Amsterdam                           | 5e       | 71,73 m |
| 2016 | Jeux olympiques                      | Rio de Janeiro                      | 5e       | 73,50 m |
| 2016 | Challenge IAAF du lancer de marteau  | Challenge IAAF du lancer de marteau | 3e       | —       |
| 2017 | Coupe d'Europe hivernale des lancers | Grande Canarie                      | 4e       | 69,17 m |
| 2017 | Championnats d'Europe par équipes    | Tel Aviv                            | 1re      | 71,99 m |
| 2017 | Championnats des Balkans             | Novi Pazar                          | 1re      | 69,03 m |
| 2018 | Championnats des Balkans             | Stara Zagora                        | 1re      | 71,36 m |
| 2018 | Championnats d'Europe                | Berlin                              | 6e       | 71,80 m |
| 2019 | Championnats d'Europe par équipes    | Skopje                              | 1re      | 71,85 m |
| 2019 | Championnats du monde                | Doha                                | 4e       | 74,33 m |

## Records
| Épreuve           | Marque  | Lieu    | Date        |
| ----------------- | ------- | ------- | ----------- |
| Lancer du marteau | 75,95 m | Balchik | 11 mai 2024 |